# مارینا کیسکنن
مارینا کیسکنن (روسی: Марина Александровна Кисконен؛ زادهٔ ۱۹ مارس ۱۹۹۴) بازیکن فوتبال اهل روسیه است.
وی همچنین در تیم‌های ملی فوتبال زنان روسیه، و زنان روسیه، بازی کرده‌است.
وی در مسابقات کشوری و بین‌المللی در مجموع برندهٔ ۱ مدال برنز شده‌است.